# 流溪河水库
流溪河水库俗称小车水库，位于中国广东省广州市从化区良口镇小车村下1.3公里的狭谷处，因主坝横截流溪河干流而得名。为广州市唯一大型水库，也是广东省较大的水库之一，是一个集防洪、灌溉、发电、养殖、旅游等综合利用的水利工程。

## 历史
工程于1956年8月动工，1958年6月20日蓄水，1958年8月竣工，总投资5057.1万元。发电站于1957年2月动工，1958年8月15日首台机组投入运行，1958年12月4台机组全部开始发电。1969年冬，在从化吕田镇连麻河的车步建起水坝，把车步以上32平方公里集雨面积的连麻河引入吕田河，再流入流溪河水库，作为水库的补充水源。1986年国家林业局、广州市林业局、流溪河林场合资在主坝东侧建成面积97平方公里的流溪河国家森林公园，为全国十大森林公园之一。

## 功能
流溪河水库与下游的黄龙带水库配合，灌溉从化、花都、白云区等地的农田，保卫下游地区免受洪水威胁，为西村、江村、石门等水厂提供水源。还建有广东省流溪河水电厂。

## 工程数据
- 建有混凝土主坝、土质副坝各一座：主坝是圆弧形单拱坝，坝顶高程240米，坝顶宽2米，坝顶长255.5米，最大坝高78米；副坝位于东北面，为一均质土坝，坝顶高程241.7米，坝长220米，坝顶宽度4米，坝基宽度210米。设计水头98米
- 按百年一遇洪水设计，千年一遇洪水校核
- 正常蓄水位：235米、库容：3.25亿立方米、库区面积：15.25平方公里、
- 设计水位：236.5米、库容3.47亿立方米
- 校核(最高)水位238.3米、库容3.76亿立方米
- 有效(兴利)库容2.39亿立方米、属不完全多年调节水库
- 死水位：213米
- 历史最高水位：236.81米
- 集雨面积：539平方公里，设计多年平均入库水量6.87亿立方米
- 发电站：4台机组，每台功率为1.05万千瓦，合共4.2万千瓦，年平均发电量1.53亿度
- 溢洪道堰顶高程：235米、净宽：7×11.5、最大泄量：875立方米/秒
- 灌溉面积：50万亩[1]